# Sân bay Abraham Lincoln Capital
Sân bay Abraham Lincoln Capital (IATA: SPI, ICAO: KSPI) cũng được gọi đơn giản là Sân bay Capital, là một sân bay công cộng tọa tạc về phía Tây Bắc 5 km của thành phố Springfield ở Hạt Sangamon, Illinois, Hoa Kỳ.

## Các hãng hàng không và các điểm đến
- American Airlines
  - Trans States Airlines (St. Louis)
- United Airlines
  - Mesa Airlines (Chicago-O'Hare, Washington-Dulles)

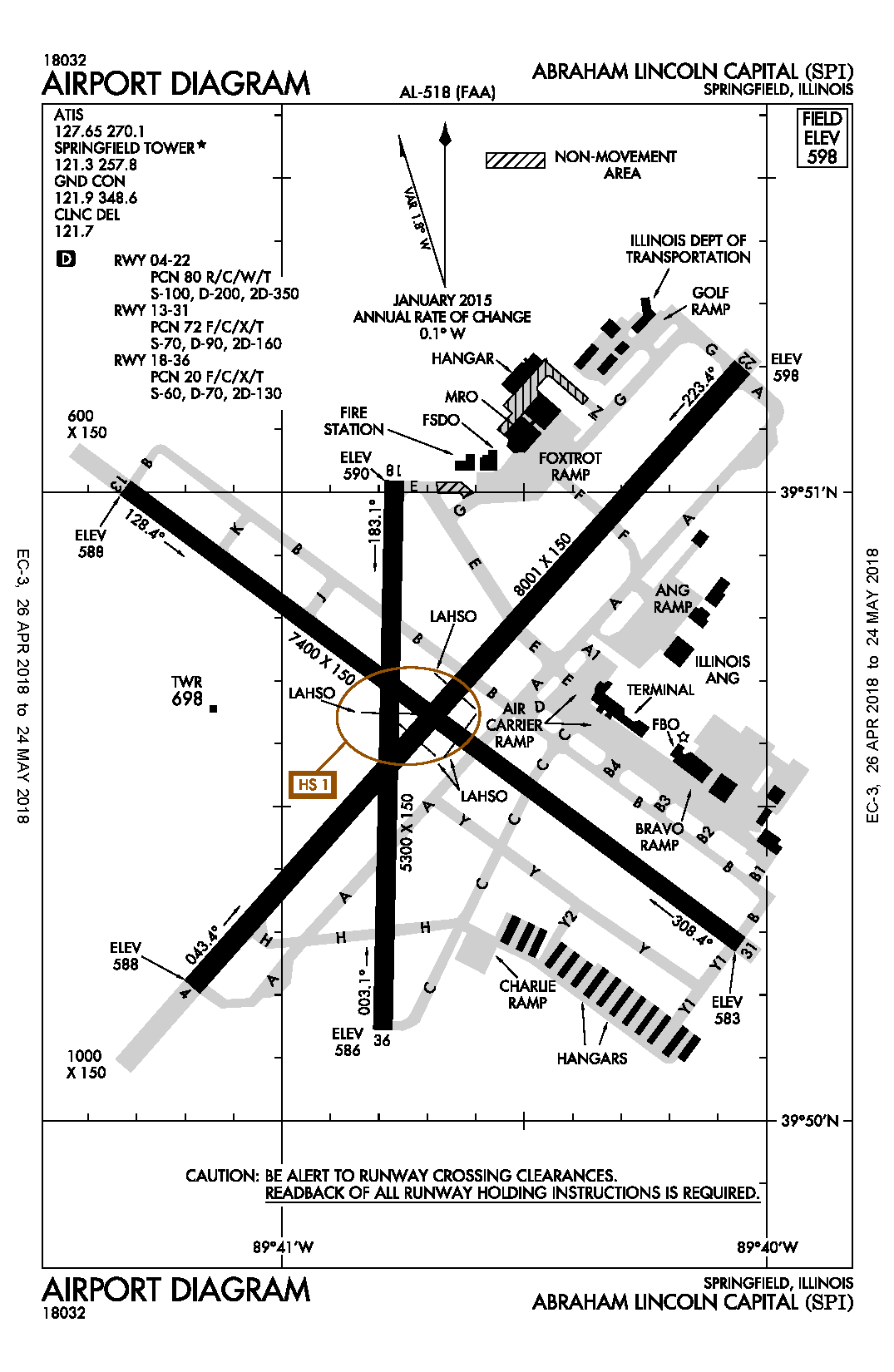
Sơ đồ sân bay Abraham Lincoln Capital Airport

  - SkyWest (Chicago-O'Hare)